# Lijst van voetbalinterlands Gambia - Tsjaad
Deze lijst van voetbalinterlands is een overzicht van alle officiële voetbalwedstrijden tussen de nationale teams van Gambia en Tsjaad. De landen hebben tot op heden twee keer tegen elkaar gespeeld. De eerste ontmoeting, een kwalificatiewedstrijd voor de Afrika Cup 2023, vond plaats op 23 maart 2022 in Yaoundé (Kameroen). De tweede ontmoeting, de terugwedstrijd in dezelfde kwalificatiereeks, vond op 29 maart 2022 plaats in Agadir (Marokko).

## Wedstrijden
| № | Plaats  | Datum         | Competitie                   | Wedstrijd       | Uitslag |
| - | ------- | ------------- | ---------------------------- | --------------- | ------- |
| 1 | Yaoundé | 23 maart 2022 | Afrika Cup 2023 kwalificatie | Tsjaad − Gambia | 0 − 1   |
| 2 | Agadir  | 29 maart 2022 | Afrika Cup 2023 kwalificatie | Gambia − Tsjaad | 2 − 2   |

## Samenvatting
| Competitie              | Totaal gespeeld | Winst Gambia | Gelijk | Winst Tsjaad | Doelsaldo Gambia – Tsjaad |
| ----------------------- | --------------- | ------------ | ------ | ------------ | ------------------------- |
| Afrika Cup-kwalificatie | 2               | 1            | 1      | 0            | 3 − 2                     |
| Totaal                  | 2               | 1            | 1      | 0            | 3 − 2                     |

GFA · A-internationals · Olympische elftal · Gambiaans vrouwenelftal
Algerije ·
Angola ·
Benin ·
Burkina Faso ·
Burundi ·
Centraal-Afrikaanse Republiek ·
China ·
Comoren ·
Congo-Brazzaville ·
Congo-Kinshasa ·
Denemarken ·
Djibouti ·
Equatoriaal-Guinea ·
Gabon ·
Ghana ·
Guinee ·
Guinee-Bissau ·
Ivoorkust ·
Kaapverdië ·
Kameroen ·
Kenia ·
Kosovo ·
Lesotho ·
Liberia ·
Libië ·
Luxemburg ·
Madagaskar ·
Mali ·
Marokko ·
Mauritanië ·
Mexico ·
Namibië ·
Nieuw-Zeeland ·
Niger ·
Nigeria ·
Oeganda ·
Saoedi-Arabië ·
Senegal ·
Seychellen ·
Sierra Leone ·
Tanzania ·
Togo ·
Tsjaad ·
Tunesië ·
Verenigde Arabische Emiraten ·
Zambia ·
Zuid-Afrika ·
Zuid-Soedan
FTF · Tsjadisch vrouwenelftal
Interlands
Tegenstander:
Algerije ·
Angola ·
Bahrein ·
Benin ·
Botswana ·
Centraal-Afrikaanse Republiek ·
Comoren ·
Congo-Brazzaville ·
Congo-Kinshasa ·
Egypte ·
Equatoriaal-Guinea ·
Ethiopië ·
Gabon ·
Gambia ·
Ghana ·
Guinee ·
Ivoorkust ·
Jemen ·
Jordanië ·
Kameroen ·
Liberia ·
Libië ·
Madagaskar ·
Malawi ·
Mali ·
Mauritius ·
Namibië ·
Niger ·
Nigeria ·
Oeganda ·
Sao Tomé en Principe ·
Sierra Leone ·
Soedan ·
Tanzania ·
Togo ·
Tunesië ·
Zambia ·
Zuid-Afrika